# Daniel Ducarme
Daniel Ducarme (* 8. März 1954 in Lüttich; † 28. August 2010) war ein belgischer Politiker der Partei Mouvement Réformateur (MR). Ducarme war langjähriger Parlamentarier (mitunter im Europäischen Parlament und in der Abgeordnetenkammer) und unter anderem von 2003 bis 2004 Ministerpräsident der Region Brüssel-Hauptstadt. Er war als Parteipräsident im Jahr 2002 der Begründer der MR, die der Föderation PRL-FDF-MCC nachfolgte. Ducarme musste jedoch im Jahr 2004 von den meisten Ämtern zurücktreten, nachdem bekannt wurde, dass er jahrelang keine Steuern bezahlt hatte. Auf lokaler Ebene war Ducarme zunächst Bürgermeister von Thuin und später Gemeinderatsmitglied in Schaerbeek/Schaarbeek. Im Jahr 2002 erhielt er den Ehrentitel Staatsminister.

## Leben
Der aus Clavier bei Huy stammende Daniel Ducarme erlangte sein Diplom als Sozialassistent am Institut Supérieur d’Etudes Sociales de l’Etat (IESE) in Brüssel. Noch während seiner Studienzeit wurde er im Jahr 1974 zum nationalen Vorsitzenden der liberalen Studenten gewählt und war der Organisator des ersten Kongresses der europäischen liberalen Studenten. Im Jahr 1976 stieg er in die aktive Politik als Berater des europäischen Abgeordneten und damaligen Vorsitzenden der frankophonen Liberalen (PLPW), André Damseaux, ein. Bei der Gründung der Nachfolgepartei PRLW (Parti des réformes et de la liberté de Wallonie), die aus einem Zusammenschluss der Liberalen mit den wallonischen Regionalisten der Rassemblement wallon (RW) entstanden war, übernahm Ducarme die Leitung einiger parteiinterner Ämter (interner Schlichtungsausschuss).
Im Jahr 1979 stellte sich Daniel Ducarme zum ersten Mal zur Wahl zum Europäischen Parlament, blieb jedoch nur Ersatzkandidat. Mit Louis Michel (MR) schrieb er zu dieser Zeit das Manifest Le Défi Vert (deu. die grüne Herausforderung), in der auf die Zukunft der ländlichen und landwirtschaftlichen Gegenden eingegangen wurde. Im Jahr 1981 schaffte Ducarme schließlich den Sprung in die nationale Politik und wurde Mitglied der Abgeordnetenkammer und gleichzeitig Fraktionsvorsitzender im Rat der Französischen Gemeinschaft. Im Jahr darauf wurde Ducarme in den Gemeinderat von Thuin gewählt.
Nach einem kurzen Verbleib im Europäischen Parlament (1984 bis 1985) kehrte Daniel Ducarme in die belgische Politik zurück als Umwelt- und Landwirtschaftsminister in der wallonischen Regierung unter dem Vorsitz von Ministerpräsident Melchior Wathelet (PSC) (1985 bis 1988). Nachdem die PRL auf wallonischer Ebene in die Opposition gedrängt wurde, übernahm er die Rolle des Fraktionsführers. Im Jahr 1988 konnte Ducarme zudem das Bürgermeisteramt in Thuin erkämpfen.
Von 1992 bis 1995 hatte Ducarme die Vizepräsidentschaft der Abgeordnetenkammer inne. Ab 1995 war er Fraktionsführer der in der Opposition tagenden PRL-FDF im Parlament der Französischen Gemeinschaft, bevor er 1999 erneut ins Europäische Parlament zurückkehrte, wo er zum Quästor gewählt wurde.
Parteiintern stellte sich Ducarme im Jahr 1989 für den Vorsitz zur Wahl, verlor jedoch gegen den von Jean Gol (PRL) und der Parteispitze favorisierten Antoine Duquesne (PRL). Da Ducarme aber auf eine relativ breite Unterstützung der Parteibasis zählen konnte, wurde er zum Vize-Präsidenten der PRL ernannt und behielt dieses Amt für drei Jahre. Rund zehn Jahre später wurde er dann im Jahr 1999 zuerst nach dem Rücktritt von Louis Michel zum Parteipräsidenten ad interim und schließlich zum Präsidenten der PRL und der Föderation PRL-FDF-MCC gewählt. Als Parteipräsident wollte er die drei Bestandteile der Föderation unter einem Namen vereinen. Mit seinem ersten unglücklichen Vorschlag, eine Parti Démocratique (PD) nach amerikanischem Vorbild zu gründen, scheiterte er. Am 24. März 2002 gelang ihm jedoch dieses Unterfangen mit dem Namen Mouvement Réformateur (MR) und das Parteimanifest aus seiner Feder wurde am 1. September 2002 in Rochefort von der Partei gutgeheißen.
Im Jahr 2003 trat Ducarme überraschenderweise vom Parteivorsitz der MR zurück, um Ministerpräsident der Region Brüssel-Hauptstadt und Kulturminister der Französischen Gemeinschaft zu werden. Tatsächlich war er im Jahr 2000 nach Brüssel gezogen und tagte seitdem im Gemeinderat von Schaerbeek/Schaarbeek. Ducarme sah sich jedoch gezwungen, am 12. Februar 2004 von den meisten seiner politischen Ämter zurückzutreten, nachdem bekannt wurde, dass er jahrelang keine Steuererklärung eingereicht hatte und ihm deswegen ein Verfahren seitens der Steuerbehörde drohte, die 265.000 Euro zurückforderte. Er selbst beteuerte, der Rückstand sei auf seine langwierige Scheidungsprozedur zurückzuführen gewesen.
Nach dieser Affäre wurde es ruhiger um Daniel Ducarme, der trotz allem noch seinen Sitz in der Abgeordnetenkammer bei den Föderalwahlen im Jahr 2007 verteidigen konnte. Im gleichen Jahr geriet er durch die Aussage, dass er nicht mehr an die Zukunft des belgischen Staates in seiner jetzigen Form glaube und eher unter dem Namen Belgique française (deutsch „französisches Belgien“) eine Zusammenarbeit mit Frankreich befürworte, in die Schlagzeilen. An den Föderalwahlen 2010 nahm Ducarme aufgrund seines Gesundheitszustandes nicht mehr teil.
Daniel Ducarme verstarb am 28. August 2010 nach einem langjährigen Krebsleiden im Alter von 56 Jahren und hinterließ seine Frau und vier Kinder, wovon Denis Ducarme und Lucas Ducarme auch politisch aktiv sind (beide MR).

## Ehrungen
Daniel Ducarme war Großoffizier des Leopoldsordens und Ehren-Vizepräsident der Abgeordnetenkammer sowie Ehren-Bürgermeister von Thuin. Am 28. Januar 2002 wurde ihm der Ehrentitel „Staatsminister“ verliehen.

## Übersicht der politischen Ämter
- 1981–1984: Mitglied der Abgeordnetenkammer und des Rates der Wallonischen Region
- 1982–2000: Mitglied des Gemeinderates in Thuin
- 1984–1985: Mitglied des Europäischen Parlaments
- 1985–1995: Mitglied der Abgeordnetenkammer und des Wallonischen Parlaments (teilweise verhindert)
- 1985–1988: Minister der Wallonischen Region für Umwelt und Landwirtschaft
- 1988–2000: Bürgermeister von Thuin
- 1995–1999: Mitglied des Wallonischen Parlaments und des Parlamentes der Französischen Gemeinschaft
- 1999–2003: Mitglied des Europäischen Parlaments
- 2000–2006: Mitglied des Gemeinderates in Schaerbeek/Schaarbeek
- 2003–2010: Mitglied der Abgeordnetenkammer (teilweise verhindert)
- 2003–2004: Ministerpräsident der Region Brüssel-Hauptstadt und Minister der Französischen Gemeinschaft für Kunst, Litteratur und Medien